# Мирпессе
Мирпессе́ (фр. Mirepeisset) — коммуна во Франции, находится в регионе Лангедок — Руссильон. Департамент коммуны — Од. Входит в состав кантона Жинеста. Округ коммуны — Нарбонна.
Код INSEE коммуны — 11233.

## Население
Население коммуны на 2008 год составляло 741 человек.
| 1962 | 1968 | 1975 | 1982 | 1990 | 1999 | 2008 |
| ---- | ---- | ---- | ---- | ---- | ---- | ---- |
| 351  | 359  | 326  | 324  | 410  | 451  | 741  |

## Экономика

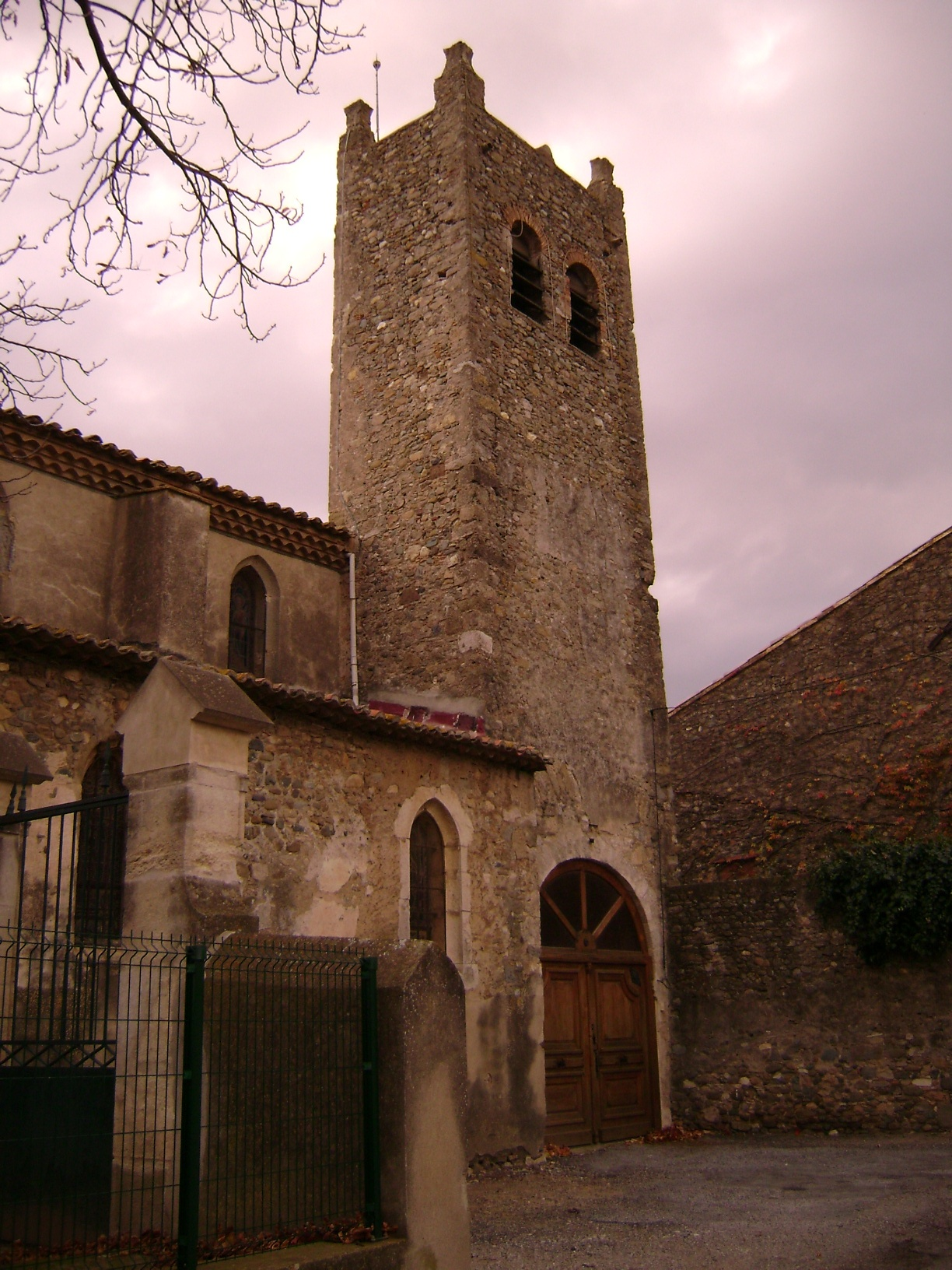
Церковь Сен-Себастьен

В 2007 году среди 465 человек в трудоспособном возрасте (15—64 лет) 330 были экономически активными, 135 — неактивными (показатель активности — 71,0 %, в 1999 году было 68,9 %). Из 330 активных работали 280 человек (166 мужчин и 114 женщин), безработных было 50 (23 мужчины и 27 женщин). Среди 135 неактивных 29 человек были учениками или студентами, 59 — пенсионерами, 47 были неактивными по другим причинам.